# Charles David Keeling
Charles David Keeling (20 de abril  de 1928 – 20 de junio de 2005) fue un científico estadounidense cuya grabación de la molécula de dióxido de carbono en el Observatorio Mauna Loa, alertó por primera vez al mundo la posibilidad de una contribución antropogénica al "efecto invernadero" y al calentamiento global. La curva de Keeling mide el aumento en la concentración de dióxido de carbono, un gas de efecto invernadero, en la atmósfera terrestre.

## Primeros años y carrera
Keeling nació en Scranton, Pennsylvania. Hijo de Ralph Keeling y Gracia L Keeling (née Sherberne). Su padre, un banquero de inversiones, entusiasmó el interés por la astronomía en un Charles de 5 años, mientras su madre le inculcó el amor hacia la música. Graduado en química por la Universidad de Illinois en 1948. Charles Keeling obtuvo un doctorado en química por la Universidad de Northwestern en 1953 bajo la tutoría de Malcolm Dole, un químico especialista en polímeros. La mayoría de los graduados de Dole  iban directamente a la industria petrolera; Keeling "tuvo un problema viendo el futuro de esta manera" y se había interesado en la geología, de la cual había adquirido la mayoría de sus cursos durante su doctorado. Keeling había solicitado puestos postdoctorales como químico casi exclusivamente para los departamentos de geología "al oeste de la división continental." Recibió una oferta de Harrison Brown quién recientemente había empezado el departamento de geoquímica en el Instituto de Tecnología de California. Fue becario postdoctoral en geoquímica hasta que se unió al Instituto de Oceanografía de Scripps en 1956, y fue nombrado profesor de oceanografía en 1968.
En Caltech desarrolló el primer instrumento para medir el dióxido de carbono en muestras atmosféricas. Keeling acampó en Big Sur, donde usó su nuevo dispositivo para medir el nivel de dióxido de carbono y descubrió que había aumentado desde el siglo XIX.

## Trabajo con el Instituto Scripps de Oceanografía, 1958–2005

Concentraciones de CO_{2} atmosférico medidos en el Observatorio Mauna Loa: La Curva de Keeling.

Keeling trabajó en el Instituto Scripps por 43 años, tiempo durante el cual publicó muchos artículos influyentes. Roger Revelle, el director del Instituto Scripps de Oceanografía, con sede en La Jolla, California, persuadió Keeling para que continuara su trabajo allí. Revelle también fue uno de los fundadores del Año Geofísico Internacional (IGY) en 1957–58 y Keeling recibió fondos de IGY para establecer una base en Mauna Loa en Hawái, a dos millas (3,000 m) sobre el nivel del mar.
Keeling comenzó a recolectar muestras de dióxido de carbono en la base en 1958. Para 1960, había establecido que existen fuertes variaciones estacionales en los niveles de dióxido de carbono con niveles máximos alcanzados en el invierno del hemisferio norte. Se produjo una reducción en el dióxido de carbono durante la primavera y a principios del verano de cada año a medida que aumentaba el crecimiento de las plantas en el hemisferio norte rico en tierras. En 1961, Keeling proporcionó datos que mostraban que los niveles de dióxido de carbono aumentaban constantemente en lo que se conoció como la "Curva de Keeling".
A principios de la década de 1960, la National Science Foundation dejó de apoyar su investigación, calificando el resultado como "rutina". A pesar de esta falta de interés, la Fundación utilizó la investigación de Keeling en su advertencia en 1963 de cantidades cada vez mayores de gases que atrapan el calor. Un informe de 1965 del Comité Asesor Científico del presidente Johnson advirtió de manera similar sobre los peligros de los gases que atrapan el calor, los cuales hacen que la temperatura de la Tierra aumente.
La recopilación de datos iniciada por Keeling y continuada en Mauna Loa es el registro continuo más largo de dióxido de carbono atmosférico en el mundo y se considera un indicador confiable de la tendencia mundial en la troposfera de nivel medio. La investigación de Keeling mostró que la concentración atmosférica de dióxido de carbono aumentó de 315 partes por millón (ppm) en 1958 a 380 (ppm) en 2005, con aumentos relacionados con las emisiones de combustibles fósiles. También ha habido un aumento en la variación estacional en muestras de finales del siglo XX y principios del siglo XXI.

## Vida personal
Keeling era un entusiasta amante de la naturaleza que hizo muchas excursiones y viajes de campamento a las montañas occidentales, particularmente a las montañas Cascade del estado de Washington. Fue miembro activo de la Wilderness Society durante gran parte de su vida.
Keeling se casó con Louise Barthold en 1955. Tuvieron cinco hijos, uno de los cuales (Ralph Keeling) siguió los pasos de su padre y actualmente es un científico del clima en el Instituto Scripps de Oceanografía. Charles Keeling también fue un pianista clásico consumado que casi eligió una la carrera en música. Keeling fue director fundador de la University of California San Diego Madrigal Singers. También fue presidente general del comité de ciudadanos que redactó el Plan General de Del Mar (o "Plan Comunitario") en 1975.

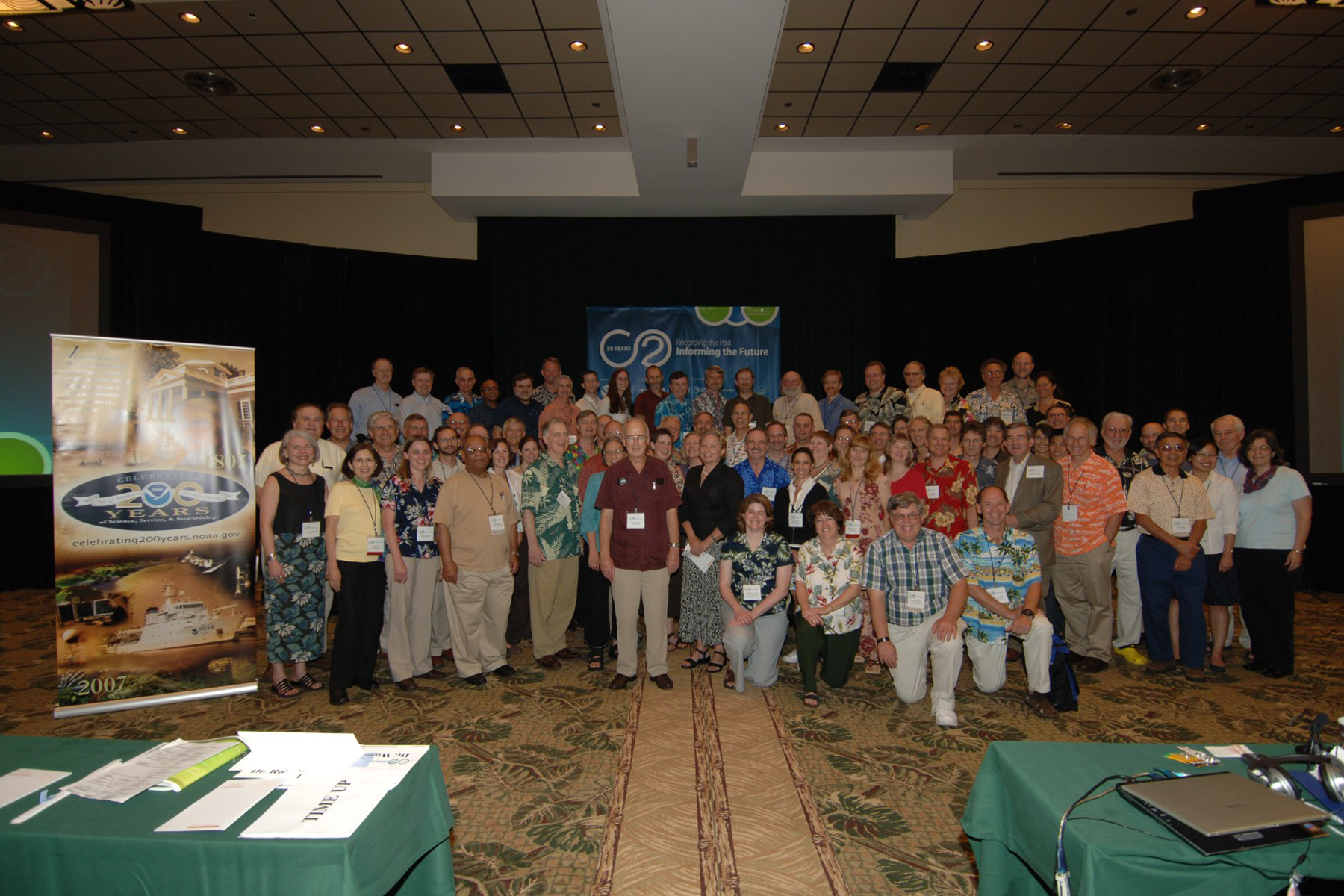

Falleció de un ataque al corazón en 2005, a los 77 años.

## Honores
- Premio de la segunda mitad del siglo de la American Meteorological Society, 1981
- Medalla Maurice Ewing de la Unión Geofísica Americana, 1991
- Premio Blue Planet del Consejo de Ciencias de Japón y de la Fundación Asahi Glass, 1993
- En una ceremonia en la Casa Blanca celebrada en julio de 1997, Keeling recibió un "premio especial al logro" del vicepresidente Al Gore. Keeling fue honrado "por 40 años de investigación científica sobresaliente asociada con el monitoreo del dióxido de carbono atmosférico en relación con el Observatorio Mauna Loa".
- En 2002, el presidente George W. Bush le entregó a Keeling la Medalla Nacional de la Ciencia, el premio más alto de los EE. UU. Al logro de toda una vida de investigación científica.
- Keeling recibió el Premio Tyler por Logros Ambientales en 2005.
- La curva de Keeling está "grabada en bronce en un edificio de Mauna Loa y tallada en una pared en la Academia Nacional de Ciencias de Washington". También era una tabla en la pared en un salón de clases en la Universidad de Harvard, donde el Dr. Revelle se había movido para enseñar en la década de 1960 y donde, entre otros, el estudiante Al Gore lo veía y se "maravillaba" de ello. En 2006, Gore mostraría el gráfico en el libro y la película "Una verdad incómoda" y  por el trabajo con el cambio climático se encaminó a ganar, con el Panel Intergubernamental sobre el Cambio Climático de las Naciones Unidas, el Premio Nobel de la Paz de 2007.
- Los apartamentos Revelle College en la Universidad de California en San Diego, que fueron diseñados para enfatizar la conciencia ambiental y minimizar el impacto ecológico, se denominan los Apartamentos Charles David Keeling en su honor.
- Desde 2014, la vida y el trabajo de Keeling han sido el tema de una obra, Curva del Dr. Keeling, escrita por George Shea e interpretada por Mike Farrell.[15]

## Afiliaciones/becas
Keeling fue becario de Guggenheim en el Instituto Meteorológico de la Universidad de Estocolmo (1961–62); profesor invitado en el Segundo Instituto de Física de la Universidad de Heidelberg (1969–70) y en el Instituto de Física de la Universidad de Berna (1979–80).
Fue miembro de la Academia Americana de las Artes y las Ciencias, la Unión Geofísica Americana y la Asociación Americana para el Avance de la Ciencia, y miembro de la Academia Nacional de Ciencias.
Fue miembro de la comisión sobre contaminación global de la Asociación Internacional de Meteorología y director científico del Laboratorio Central de Calibración de CO2 de la Organización Meteorológica Mundial.